# Steven Tweed
Steven Tweed (né le 8 août 1972 à Édimbourg) est un joueur professionnel écossais de football. Il joue au Montrose Football Club.